# Gavdopula
Gavdopula (em grego: Γαυδοπούλα) é uma pequena ilha da Grécia, perto de Creta e de Gavdos. Está localizada a cerca de 30 km a sul de Sfakiá, no mar da Líbia, a cerca de 7,5 km a noroeste de Gavdos. Tem 3 km de comprimento, até 1 km de largura e tem uma área de mais de 2,6 km². A ilha é bastante plana e a sua altitude máxima é 113 m. Administrativamente faz parte da unidade regional de Chania. No censo de 2001 tinha apenas 3 habitantes.
Gavdopula integra a Rede Natura 2000.